# Olivier Metzner
Pour les articles homonymes, voir Metzner.
Olivier Metzner, né le 22 novembre 1949 à Champ-Haut (Orne) et mort le 17 mars 2013 au large de l'île de Boëdic à Séné (Morbihan), est un avocat pénaliste français.

## Jeunesse et famille
Olivier Metzner est le fils d'un agriculteur et grand propriétaire foncier de Champ-Haut dans l'Orne. Sa famille immigre de Prusse au début du XIXe siècle pour s'installer dans un premier temps en Alsace. Ensuite son arrière-grand-père part vivre à Condé-sur-Noireau où se trouvait une communauté protestante dont il épousa une des membres.
Il a un frère scientifique et une sœur enseignante.
Petit-fils de notaire par sa mère, Olivier Metzner dit s'être intéressé au droit après avoir lu Franz Kafka et un article dans un journal sur un berger condamné à la peine de mort parce qu'il n'avait pas su se défendre, ne sachant pas s'exprimer correctement.
Après l'obtention d'un bac G à l'âge de 21 ans, il étudie le droit à l'université de Caen.
Homosexuel discret, ayant appris en 1990 qu'il était séropositif, il est mort célibataire et sans postérité.

## Carrière
Olivier Metzner commence sa carrière d'avocat en 1975 en s'inscrivant au barreau de Paris. Il devient un spécialiste reconnu du droit pénal des affaires, notamment grâce à sa capacité à déceler des vices de procédure.
Il fait parler de lui une première fois en 1977 en permettant à un violeur et tueur en série (l’Étrangleur des parkings) d’échapper à la peine de mort.

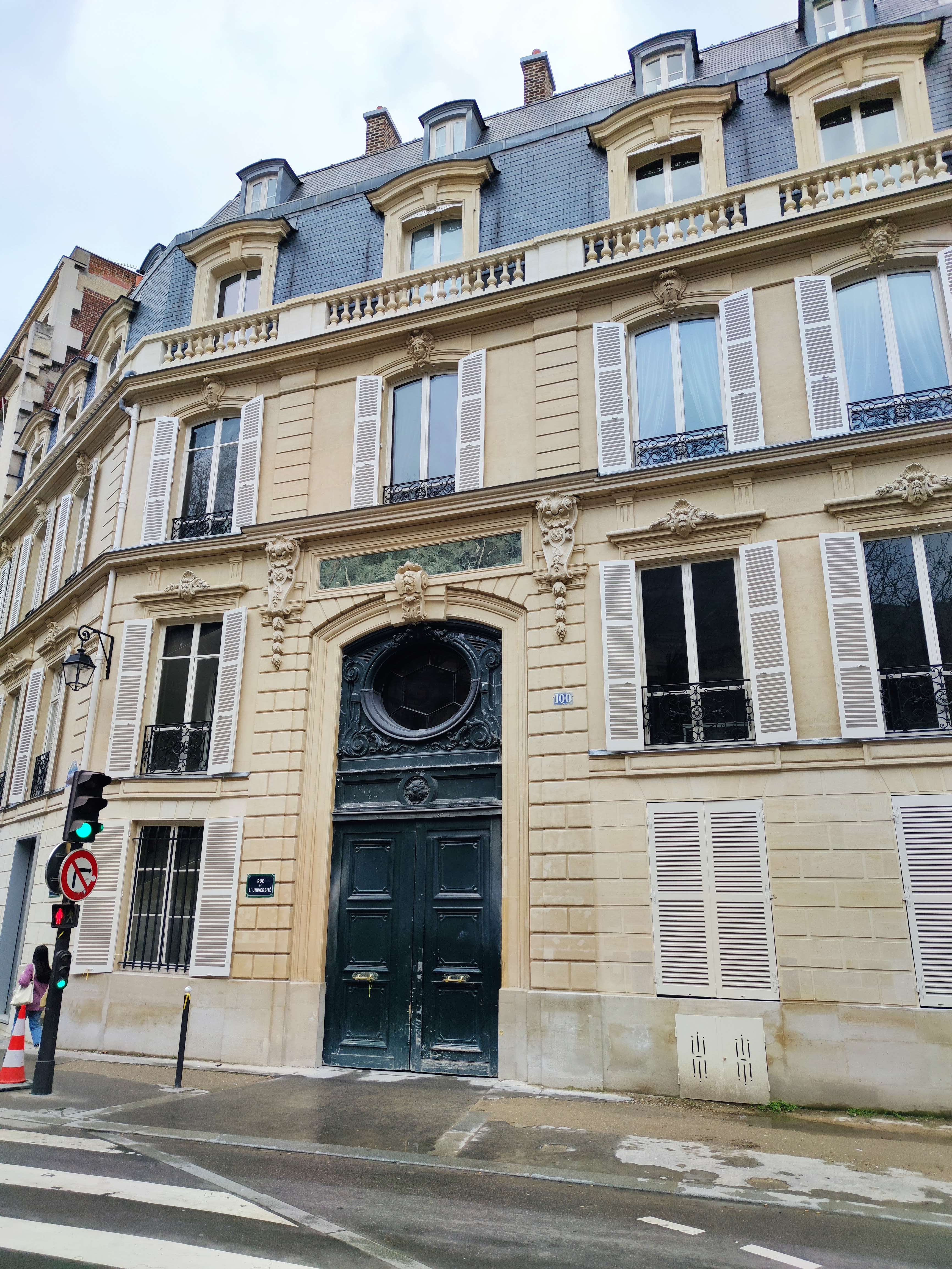
100, rue de l’Université, Paris (en 2024).

Au début des années 2000, il installe son cabinet au 100, rue de l’Université à Paris, cabinet décrit par certains observateurs comme « le plus puissant de Paris ».
Il défend les intérêts de nombreuses personnalités ou entreprises ayant affaire à la justice : Loïk Le Floch-Prigent dans l'affaire Elf ; Jean-Marie Messier, ancien président de Vivendi ; Jacques Crozemarie dans le scandale de l'ARC (association pour la recherche sur le cancer) ; Timothy Koogle, PDG de Yahoo ; Patrick Puy, ex-PDG de Moulinex ; le groupe Bouygues ; Continental Airlines pour le crash du Concorde en juillet 2000 (vol 4590 Air France) ; la société RINA pour sa délivrance des certificats de navigation de l'Erika ; Pierre-Yves Gilleron, l'un des acteurs de l'affaire des écoutes de l'Élysée ; Bertrand Cantat ; Florent Pagny ; Jérôme Kerviel ; Thérèse Luong Yin Kwan dans l'affaire du Tong Yen qui devint l'affaire de la République française par devant le Tribunal fédéral Suisse ; Dominique de Villepin dans l'affaire Clearstream 2 ; Armand de La Rochefoucauld ; Nike ; Françoise Bettencourt-Meyers, fille de Liliane Bettencourt ou encore l'ex-dictateur panaméen Manuel Noriega. En février 2011, un membre de la famille du président tunisien déchu Ben Ali, Imed Trabelsi, aurait été représenté par Olivier Metzner si la législation tunisienne n'interdisait aux avocats étrangers de défendre des citoyens tunisiens devant les cours pénales tunisiennes.

Il intervient également dans des dossiers à la demande ou pour le compte du RPR, du PS, du PC, d'autonomistes corses, de l'Église de scientologie, du Conseil national de l'Ordre des médecins, dans l'affaire des faux électeurs du 3e arrondissement de Paris et dans l'affaire des jeunes bisontines emprisonnées en République dominicaine pour trafic de cocaïne. En février 2011, il est l'avocat de la famille biologique de Laëtitia Perrais, assassinée à Pornic le 19 janvier 2011. En septembre 2012, il défend la Guinée équatoriale dans le conflit qui l'oppose à la justice française dans l'affaire dite « des biens mal acquis ». En février 2013, devant le tribunal correctionnel de Paris, il assure la défense du groupe pétrolier suisse Vitol, prévenu au procès des détournements du programme de l'ONU en Irak « pétrole contre nourriture ».

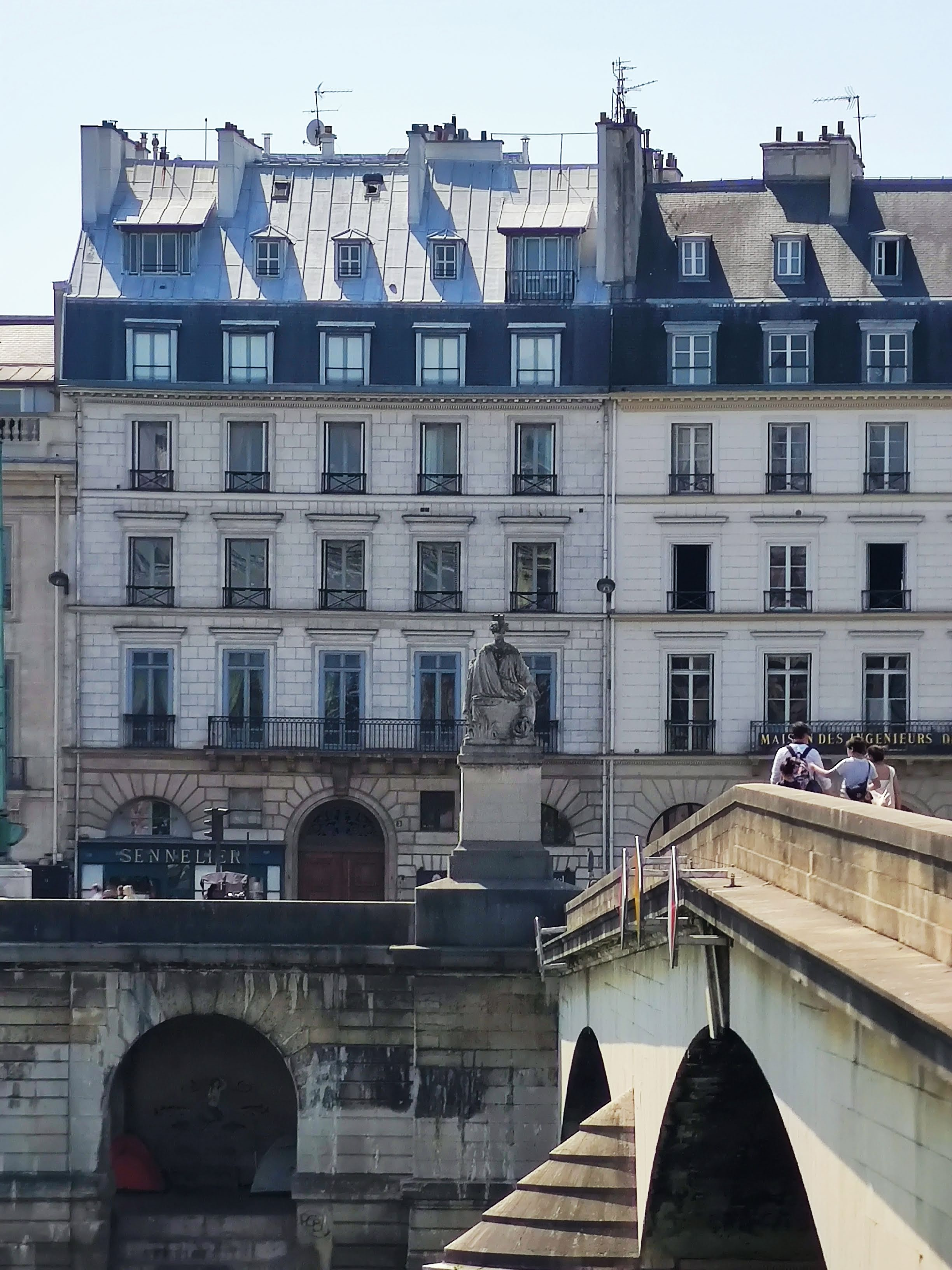
3, quai Voltaire, Paris.

En 2010, il occupe un appartement de 250 m2 au 3 quai Voltaire à Paris, « juste en dessous de celui que la famille Hariri a prêté au couple Chirac ».

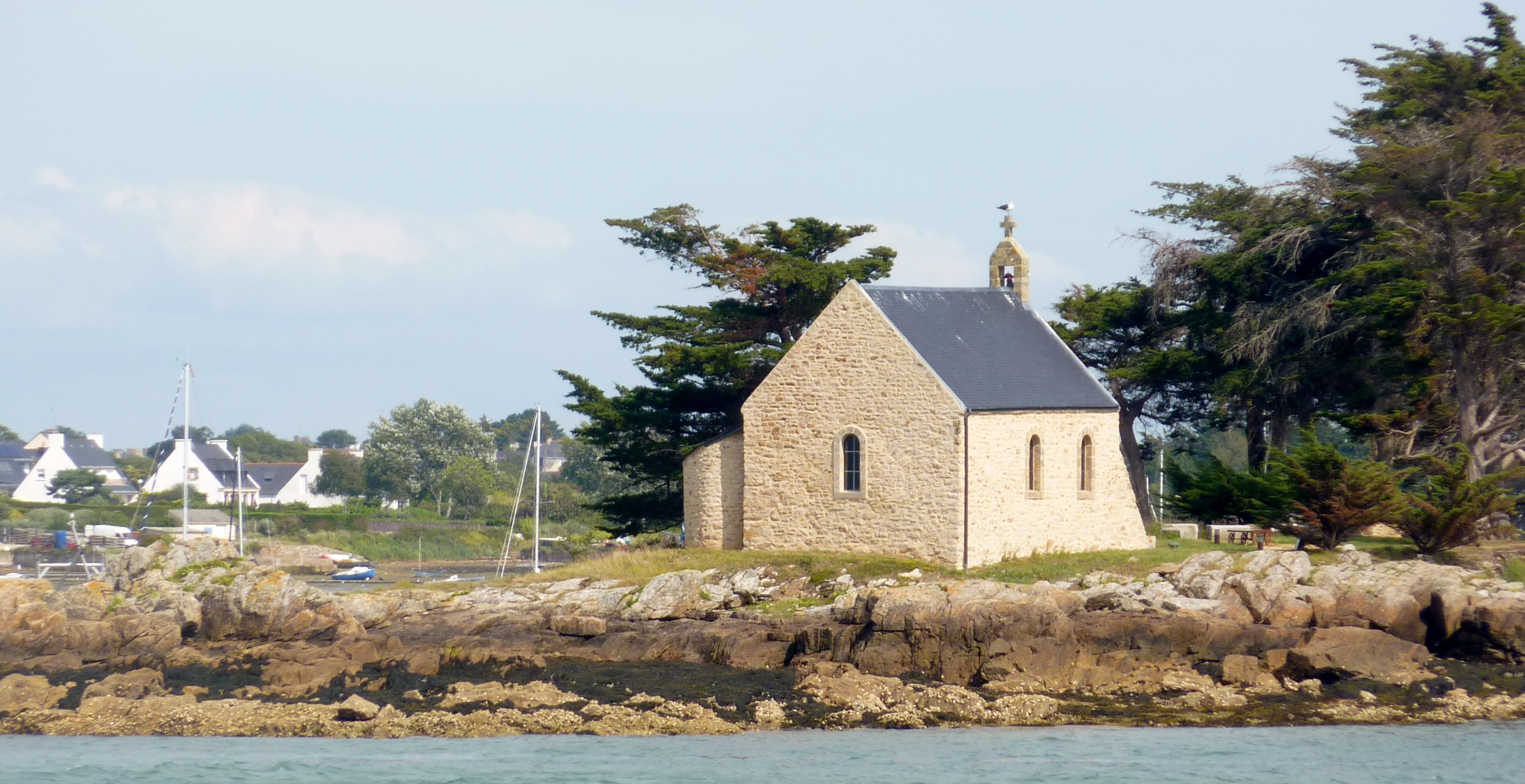
Chapelle de l'île de Boëdic.

Il acquiert l'île de Boëdic dans le Morbihan en septembre 2010 pour 2,5 millions d'euros, puis la met en vente en novembre 2012 pour un montant estimé de 10 millions d'euros
Il est membre du Club des juristes,, un cercle de réflexion présidé par Bernard Cazeneuve. En 2012, le magazine GQ le fait figurer dans sa liste des avocats les plus puissants en France.
En 2010, il est entendu comme témoin dans l'affaire Ikin. Dans celle-ci, Alexandre Despallières, amant de l'avocat est soupçonné du meurtre du magnat australien Peter Ikin. Un complice présumé de Despallières affirme que l'avocat était au courant de la rédaction d'un faux testament d'ikin en faveur de Despallières. Ce dernier l'atteste et indique à la police qu'il vivait chez l'avocat et était son compagnon. Metzner nie avoir connaissance du testament et se dit victime d'une « manœuvre de déstabilisation » en raison de son rôle dans la défense de Françoise Bettancourt Meyers.

## Mort
Le 17 mars 2013, son corps est retrouvé flottant près de son île située dans le golfe du Morbihan. Une lettre détaillée évoquant sa volonté de mettre fin à ses jours est retrouvée à son domicile par son employé de maison,. Le lendemain, après avoir pris connaissance des résultats de l'autopsie, le procureur décide un classement sans suite de l'enquête qui conclut à un « suicide » sans intervention de tiers. Avant de se suicider, Olivier Metzner avait rédigé un testament dans lequel il léguait ses biens à l'un de ses associés, lequel renonça au legs en raison de l'ampleur des dettes laissées par le défunt, c'est donc sa famille qui hérita et revendit son île de Boëdic.
En 2022, dans son livre Le Maître et l'assassin, la réalisatrice et journaliste Sophie Bonnet écrit que, selon elle, Olivier Metzner a été poussé au suicide par son ancien compagnon Alexandre Despallières car ce dernier le harcelait et menaçait de faire des révélations sur sa vie privée. En outre, selon Sophie Bonnet, des indices graves et concordants permettent d’affirmer qu'Alexandre Despallières est un tueur en série qui a commis des meurtres par overdose médicamenteuse depuis 1993, ne serait-ce que celui de ses parents et de ses deux grands-mères, tous quatre morts de ce genre d'intoxication. En outre, il n'hésite pas à rédiger des faux documents.

## Décoration
- Chevalier de la Légion d'honneur (décret du 19 avril 2000).

## Filmographie
- Les Fables de Maître Metzner, documentaire de Jean-Baptiste Dusséaux, produit par Toute l'Histoire, 2014.